# Teknologi inom science fiction
Teknologi inom science fiction är en avgörande aspekt av genren.
När science fiction uppstod under den industriella revolutionens era, blev maskinernas ökade närvaro i vardagen och deras roll i att forma samhället ett stort inflytande på genren. Den framträdde som ett viktigt element i proto-science fiction, representerat av maskiner och prylar i verk av Jules Verne, George Griffith, H.G. Wells, Edward Bellamy och andra. Teknologi har framställts både på ett positivt och negativt sätt; i vissa verk är den en lösning på världens problem, i andra ett medel för dess förstörelse. Sådant som robotar och rymdresor blev vanligt i 1800-talets skönlitteratur.
Koncept och illustrationer av teknologi i science fiction har haft ett betydande inflytande på bildandet av populärkulturella bilder av framtida teknologi.
Science fiction har ofta påverkat innovation och ny teknologi – till exempel inspirerades många raketpionjärer av science fiction.
Ibland överlappar science fiction och fantasy, och använder verklig eller teoretisk teknik kombinerad med magi, såsom i science fantasy, magitek/magi-teknik/arcanoteknik (som i Eberron-världen eller Final Fantasy), eller magepunk (till exempel Shadowrun).